# Paderno d'Adda
Paderno d'Adda là một đô thị và thị xã của Ý. Đô thị này thuộc tỉnh Lecco trong vùng Lombardia. Paderno d'Adda có diện tích km2, dân số theo ước tính năm 2010 của Viện thống kê quốc gia Ý là người. 
Các đơn vị dân cư:
Đô thị Paderno d'Adda giáp với các đô thị: